# Brachystelma glenense
Brachystelma glenense är en oleanderväxtart som beskrevs av Robert Allen Dyer. Brachystelma glenense ingår i släktet Brachystelma och familjen oleanderväxter. Inga underarter finns listade i Catalogue of Life.